# Burgruine Marstetten

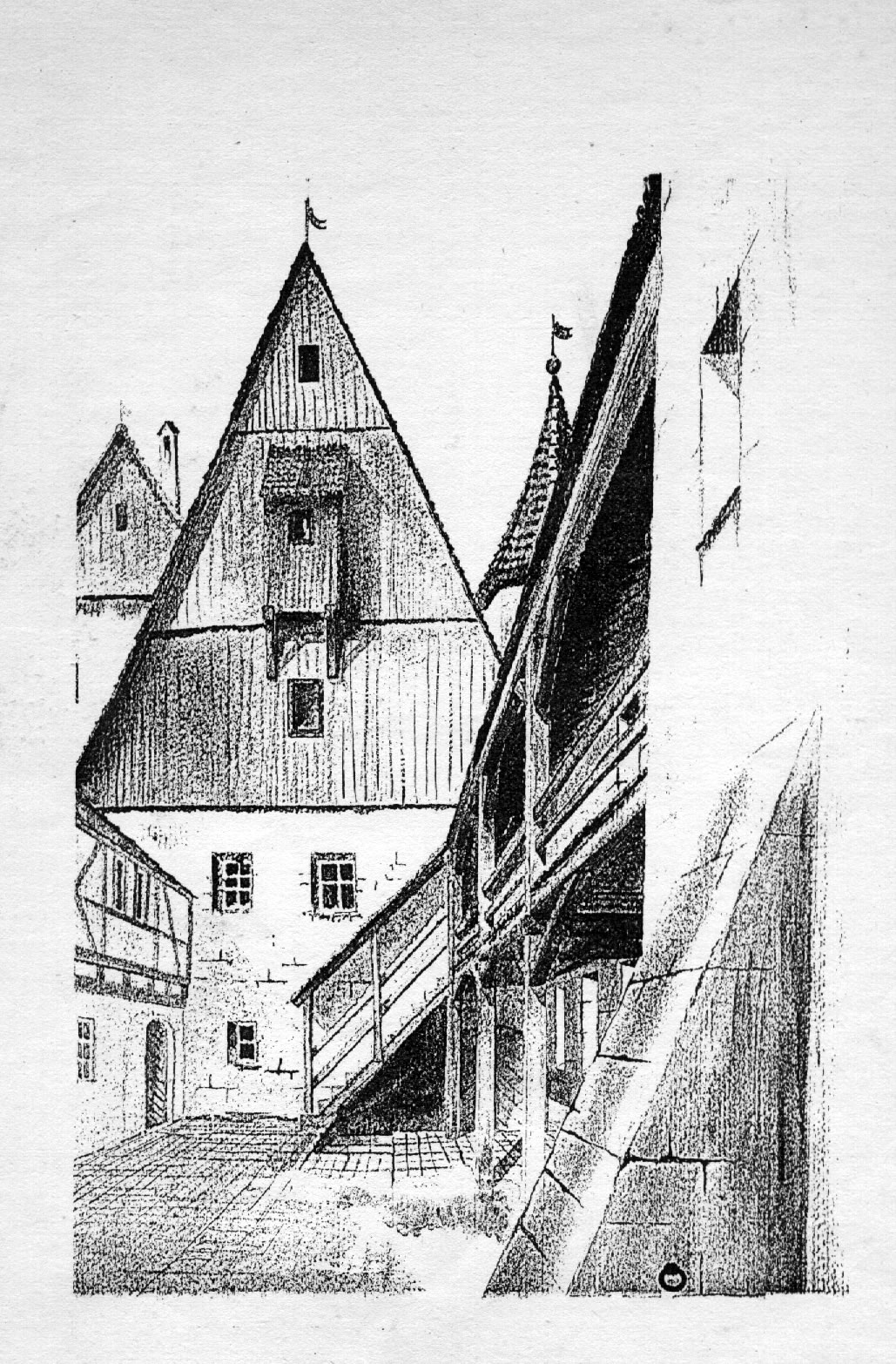
Rekonstruktionsversuch – Innenhof

Die Burgruine Marstetten liegt nordwestlich von Aitrach auf der Gemarkung von Marstetten, einem Ortsteil von Aitrach im Landkreis Ravensburg in Baden-Württemberg. Die Anlage befindet sich im Besitz des Hauses Waldburg-Zeil.

## Geographische Lage
Die Spornburg erstreckt sich auf der 657,8 m ü. NN hohen Burghalde im Zeiler Schotterfeld am Rande des Illertales. Die Ruine liegt heute direkt an der Verbindungsstraße L314 Bad Wurzach – Aitrach und besteht aus der südlich der Straße gelegenen Burg Alt-Marstetten und dem neueren Anteil, der sich nördlich der Straße befindet.

## Geschichte
Die Burg Marstetten leitete ihren Namen von der Tatsache ab, dass sie als Grenzmarkierung zwischen zwei Gemarkungen fungierte. Diese Funktion als Grenzmarkierung stammte bereits aus der Zeit um das Jahr 838. Zum einen wurde das Illergau vom Nibelgau, zum anderen wurde das Gebiet des Stiftes Kempten vom Gebiet des Klosters Ottobeuren getrennt.

Die Grafschaft Marstetten verfügte über die hohe Gerichtsbarkeit. Gerichtsstand war Memmingen.

Zu Marstetten gehörten unter anderem Güter in den folgenden Siedlungen:
| - Aitrach - Marstetten, Vogelherd und Pfänders - Mooshausen - Aichstetten - Ferthofen - Tannheim und Kronwinkel | - Eschach - Benningen - Heimertingen - Kellmünz - mehrere Güter in Memmingen |

Die Burg wurde wohl im 11. Jahrhundert durch einen Zweig der Markgrafen von Ursin-Ronsberg auf dem Schlossberg errichtet. Im Dreißigjährigen Krieg wurde die Burg von schwedischen Truppen zerstört und danach nicht wieder aufgebaut.

## Zeittafel Burgruine Marstetten
Herrschaft Marstetten mit Blutbann und Illerzoll
- 838 kemptische Markstätte
- 1125 Rupert von Marstetten aus dem Hause Ursin-Ronsberg
- 1281 Lehen vom Stift Kempten
- 1351 der von Königsegg
- 1525 von den Bauern geplündert
- 1566 der Reichserbtruchsessen von Waldburg
- 1675 Wurzachisch[2]

## Galerie

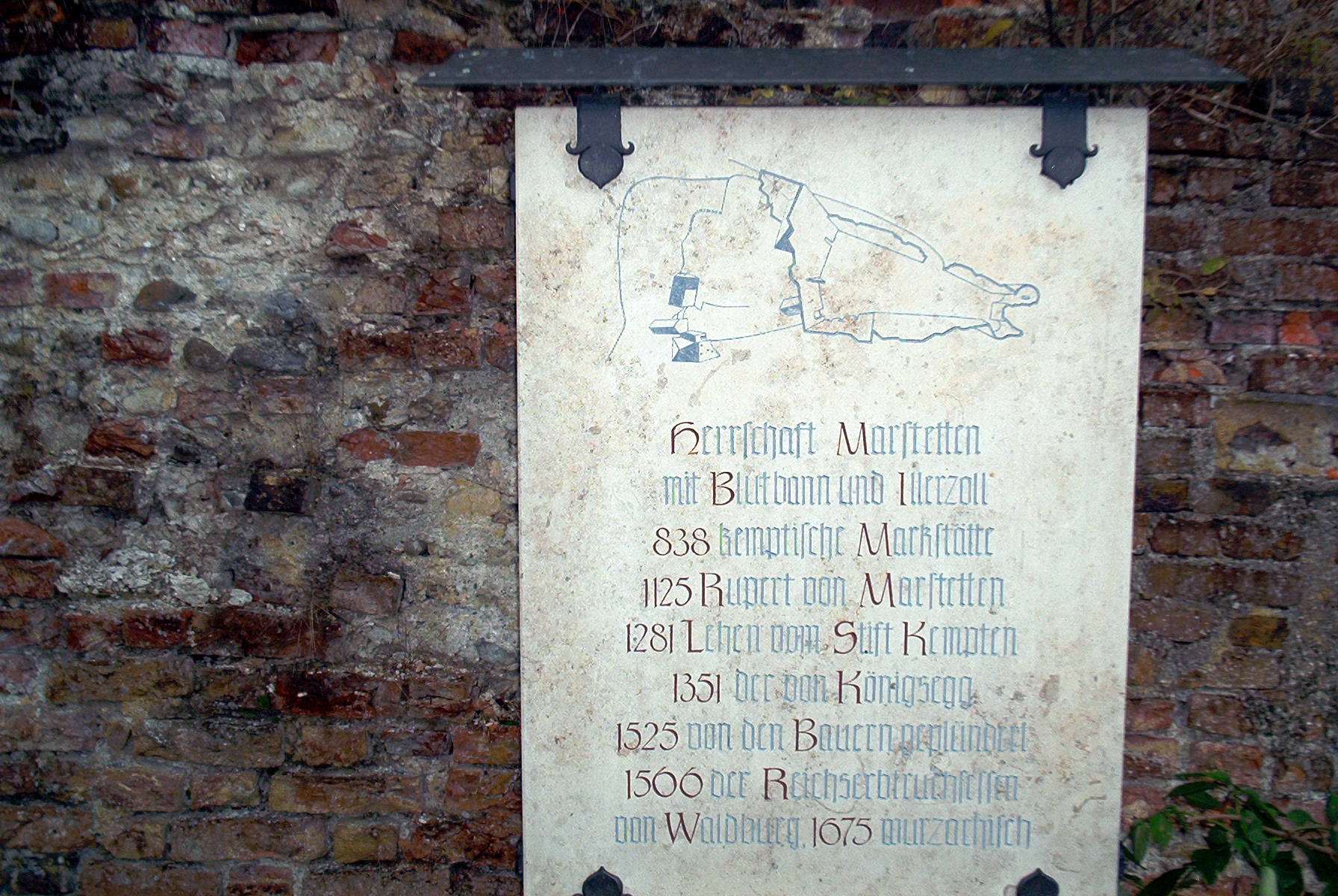
Steintafel auf der Burgruine (nach Dr. Merk)
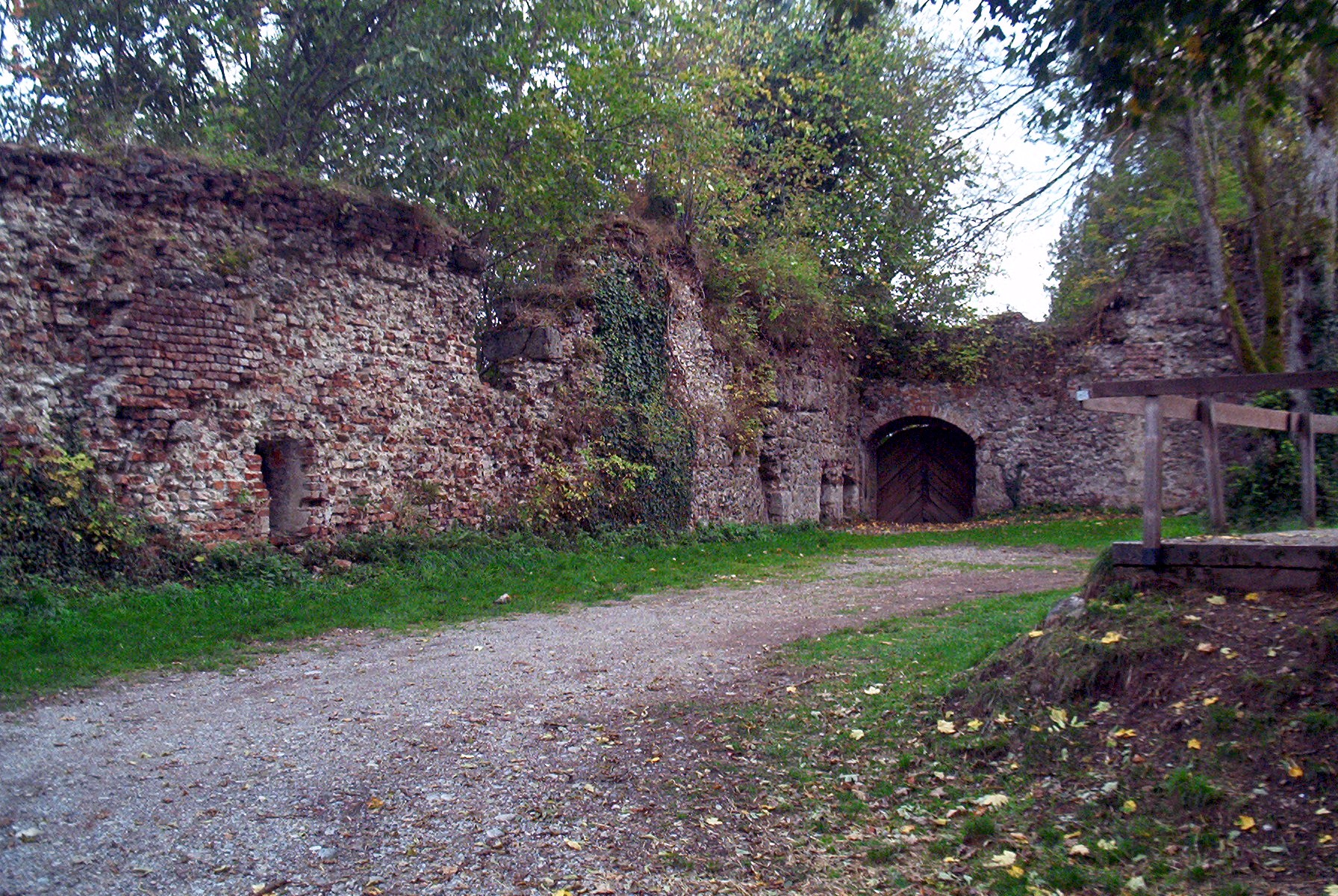
Südlicher Innenhof der Burgruine Marstetten
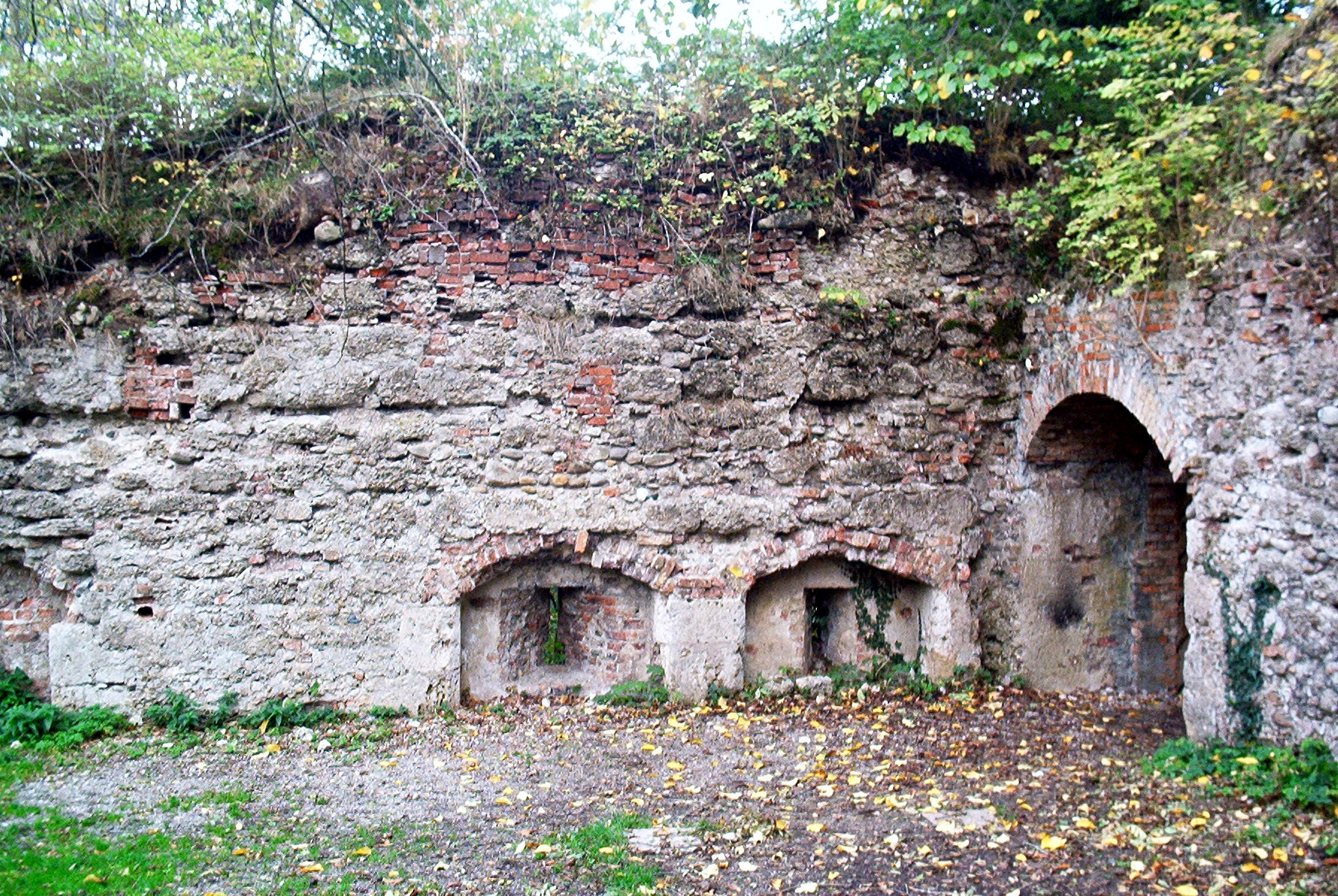
Bereich Burgtor
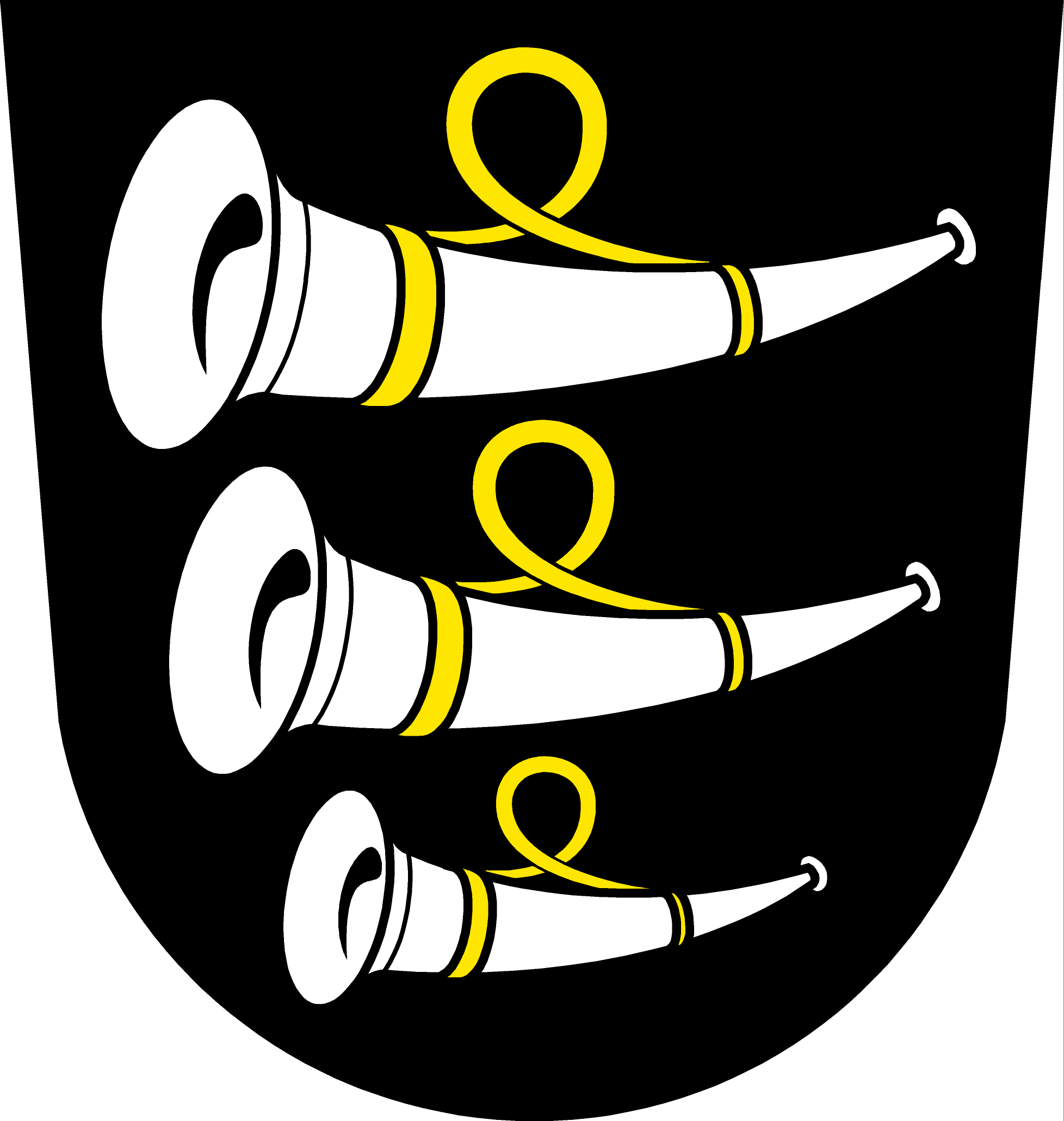
Wappen der Grafschaft Marstetten
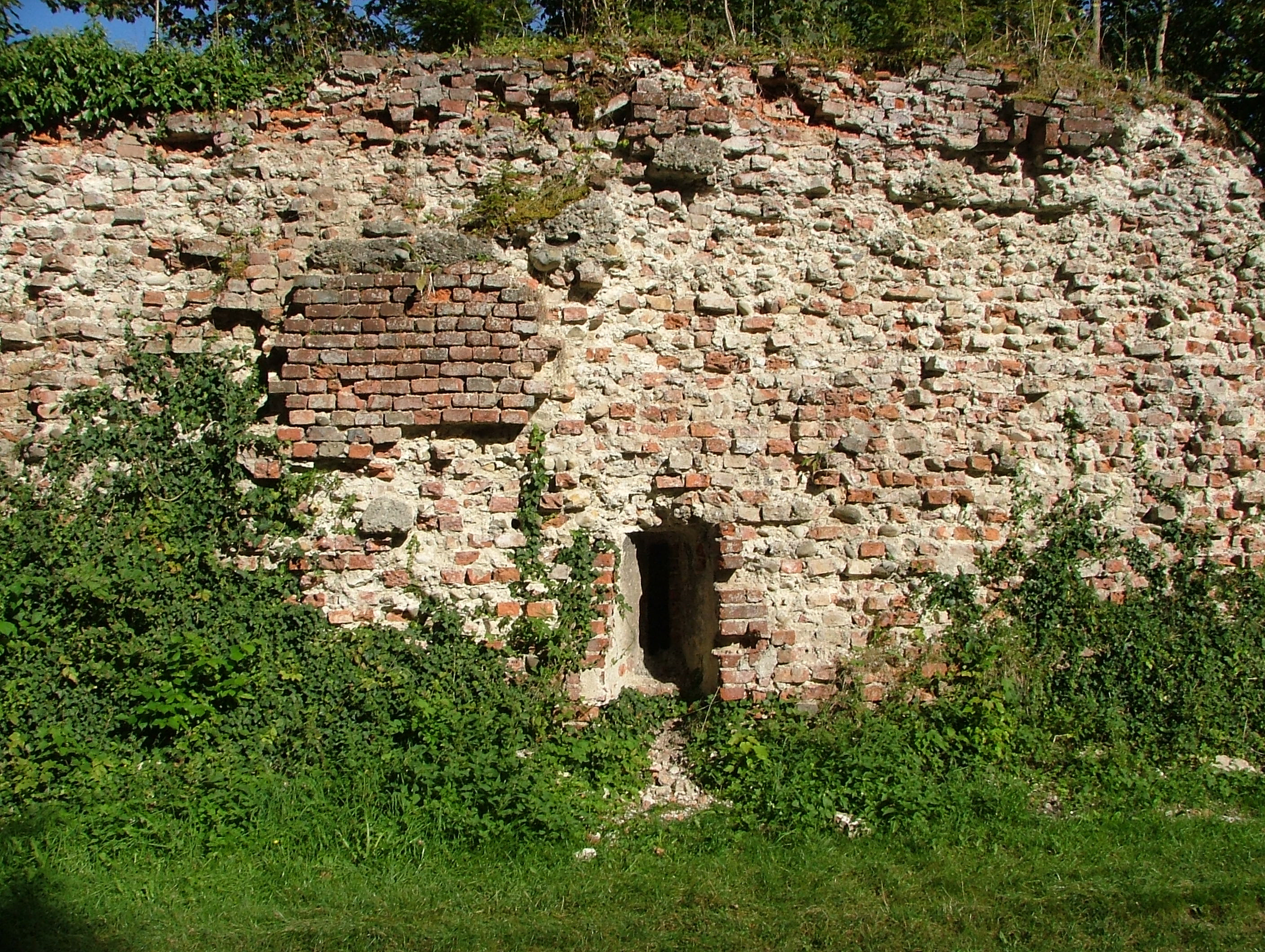
Mauerwerk